# Andreas Metz
Andreas Metz (* 7. Dezember 1767 in Bischofsheim; † 7. Dezember 1839 in Würzburg) war ein deutscher Geistlicher, Philosoph und Mathematiker.

## Leben
Andreas Metz wurde als Sohn mittelloser Eltern in Bischofsheim in der Rhön geboren.
Er besuchte dort die lateinische Schule und kam anschließend auf das Gymnasium nach Würzburg. Um seinen Lebensunterhalt zu bestreiten, war er zunächst Singknabe des Pleichacher Musikchors und gab später Unterrichtsstunden. Das Gymnasium schloss er so gut ab, dass er öffentlich geehrt und ihm einige Privilegien gewährt wurden.
Am 26. November 1782 begann er sein Theologie-Studium an der Universität in Würzburg. 1785 kam er in das „Clerical-Seminar“, deren Schüler in der Hofkirche Predigten vor dem Fürstbischof Franz Ludwig von Erthal hielten, damit dieser seine zukünftige Führungselite kennenlernen konnte. Hierbei wurde der Fürstbischof auf ihn aufmerksam, so dass Andreas Metz 1786 auf Kosten des Fürstbischofs bei Michael Anton Schwab (1748–1806) an der Universität Würzburg promovieren konnte. Anschließend war er Repetitor der Philosophie, bis er am 17. Dezember 1791 die Priesterweihe erhielt. Darauf kam er bis 1793 als Kaplan nach Großbardorf, dort traf er auf einen Pfarrer mit einer großen Bibliothek, die er für seine persönliche Weiterbildung nutzen konnte. Nach seiner Kaplan-Zeit wurde er 1793 zum Präfekten des adeligen Julianeum-Seminars ernannt.
Am 2. Oktober 1794 wurde "der Präfekt der adeligen Knaben" zum ordentlichen Professor der Philosophie am Gymnasium ernannt und hielt Vorlesungen zur Philosophie, höhere Philologie und Physik außer Experimental-Physik, hinzu kam noch ein Auftrag des Fürstbischofs, der ihm während einer Audienz mitteilte, die Philosophie von Kant zu lehren. Nach dem Tod des Professors Maternus Reuß (1751–1798) erhielt Andreas Metz am 24. November 1798 die Erlaubnis über jene Teile der Philosophie Vorlesungen zu halten, die dem verstorbenen Reuß zugewiesen waren, dies war mit einer Gehaltszulage von 100 Gulden verbunden. Am 16. August 1802 wurde Andreas Metz von Fürstbischof Georg Karl von Fechenbach als Nachfolger von Matern Reuß zum ordentlichen Professor der Logik, Metaphysik und praktischen Philosophie ernannt.
Durch den Reichsdeputationshauptschluss wurde das Großherzogtum Würzburg 1803 dem Kurfürstentum Bayern zugesprochen, dies führte zu einer Neuorganisation der Universität und Andreas Metz wurden die Vorlesungen über die Anthropologie und die Logik übertragen. 1805 wurde er als „wirkliches“ (ordentliches) Mitglied in die mathematisch-physikalische Sektion aufgenommen, nachdem er auch mathematische Vorlesungen hielt, weil „die Mathematik mit der Logik bestens harmoniere“.
1805 kam es zu einem erneuten Regierungswechsel, nachdem Bayern im Frieden von Preßburg Tirol im Tausch gegen Würzburg an den Habsburger Ferdinand III., Großherzog von Toskana, abtrat. Auch dieser Regierungswechsel führte zu einer Neuorganisation der Universität und Andreas Metz hielt daraufhin Vorträge über theoretische und praktische Philosophie.
1814 fiel durch Beschluss des Wiener Kongresses Würzburg größtenteils an Bayern zurück. Am 27. Juli 1814 wurde Andreas Metz zum Dekan der philosophischen Fakultät gewählt.
1835 gab er die Vorträge über theoretische und praktische Philosophie an Franz Hoffmann ab, um nur noch zur Mathematik vorzutragen. Erst 1837 wurde er als Nachfolger von Johann Schön (1771–1839) ordentlicher Professor der theoretischen und praktischen Philosophie und der Mathematik, ein Amt, auf das er sich bereits am 9. Januar 1804 beworben hatte. Nach seinem Tod an einer „Brustkrankheit“ folgte ihm Aloys Mayr als Professor für Mathematik.

## Schriften
- Michael Anton Schwab; Johann Michael Allgayer; Johann Kilian Denner; Johann Andreas Metz: Anno MDCCLXXXVI. Die VI. Septembris ... Michael Antonivs Schwab ... Ioannem Andream Metz, Episcopiens. ad Rhoenas, Ioannem Michaelem Allgayer, Wirceburgensem, Ioannem Kilianvm Denner, Weichtungensem ... Doctoratvs Philosophici Honoribvs ... Condecorabit : Proloqvivm Promotoris: Montis Piniferi, vulgo Fichtelberg dicti, historia oryctologica. Dissertationes Inavgvrales Promotoris Moeni praecipui Franconiae fluvii descriptio geographico-physica. DD. Neo-Doctorum: Origo, Phaenomena et Vtilitas Fluminum. Würzburg: Nitribitt 1786
- Michael Anton Schwab; Johann Michael Allgayer; Georg Peter Behr; Kilian Denner; Andreas Metz: Theses Selectae Ex Philosophia Universa. Wirceburgi: Nitribitt 1786
- Franz Oberthür; Andreas Metz: Ex Universa Theologia Theses. Wirceburgi: Nitribitt 1791
- Kurze und deutliche Darstellung des Kantischen Systemes, nach seinem Hauptzwecke, Gange, und innern Werthe. Bamberg: Göbhardtische Buchhandlung, 1795
- Theoria Logarithmorum : Qua Ad Tentamen Publicum Ex Logica, Cic. De Off. Lib. I. Et Mathesi A Wilhelmo L. B. De Khronegg Princip. Semin. Ad S. Chil. Eph. Et Petro Ehlen Wirceburgensi, Philosophiae In Annum Primum Auditoribus Ad Diem XXVII. Maii MDCCXCV. In Aula Academica Wirceburgensi Mane Ab Hora Octava Ad Decimam Subeundum Invitat Andreas Metz Philosophiae Doctor, Eiusdemque Et Matheseos Wirceburgi Prof. P. O. Andreas Metz; Wilhelm von Kronegg; Peter Ehlen: Würzburg Nitribitt 1795
- Institutiones Logicae praeviis nonnullis Psychologiae empiricae capitibus subiectae. Bambergae; Wirceburgi: Goebhardt 1796
- Andreas Metz; Anton Endres; Michael Klein; Kilian Mayer: Wirceburgi: Actus Solemnis. Nitribitt 1796
- Andreas Metz; Jacob Quante; Bernhard Vill; Franz von Wolffskeel: De Principio Ethices Supremo Commentatio Academica: Qua Ad Disputationem Publicam Ex Ethica, Physica Et Mathesi Sublimiore. Würzburg: Nitribitt 1796
- Andreas Metz; Michael Klein: Aphorismi ex Reinholdiana theoria facultatis repraesentandi generatim, et sensualitatis speciatim. Würzburg: Nitribitt 1796
- Andreas Metz; Sebastian Beck; Georg Ditterich; Sebastian Schulz: Quamnam Philosophia Critica Ad Culturam Hominis Relationem Habeat, Quaestionibus Inauguralibus Explanabitur. Würzburg: Nitribitt 1798
- Systema philosophiae practicae. Wirceburgi 1798
- De philosophorum criticorum de logica meritis commentatio. Wirceburg 1799
- Sex mathematici argumenti dissertationes. In usum auditorum suorum. Bambergae, Wirceburgi, sumptibus viduae T. Goebherdt, 1799
- Criticae Rationis Practicae Ceu Partis Primae Philosophiae Practicae Compendium: In Usum Auditorii. Wirceburgi: Rienner 1800
- Andreas Metz; Georg Bausback; Johann Baptist Hergenröther; Heinrich Kessler; Georg Reiter: De Ratione Superficiei Telluris Aquis Obtectae Ad Superficiem Terrae Continentis Commentatio Mathematico-Physica. Wirceburgi: Nitribitt 1800
- Darstellung der Hauptmomente der Elementarlehre der Kantischen Kritik der reinen und practischen Vernunft. Bamberg: Göbhardt 1802
- Handbuch der Elementar-Arithmetik in Verbindung mit der Elementar-Algebra. Bamberg; Würzburg: Göbhardt 1804
- Grundriß der praktischen Philosophie. Würzburg 1807.
- Grundriß der Anthropologie in pragmatisch-psychologischer Hinsicht: als Leitfaden seiner zeitherigen, über Kant's pragmatische Anthropologie gehaltenen, und noch ferner zu haltenden Vorlesungen. Immanuel Kant; Andreas Metz: Würzburg Rienner 1808
- Ueber den Werth der Logik im Verhältnisse zur Metaphysik und Mathematik. Würzburg, Franz Ernst Nitribitt 1814
- De studii juris naturalis et generatim, et ad imperium civile positivum relati speciatim gravitate: programma academicum, quod occasione solemnium ab Alma Universitate Julia de novo suo in augustissimi regis Bavariae Maximiliani Josephi tutelam transitu sibi gratulante calendis Julii MDCCCXIV. Wirceburgi 1814
- Handbuch der Logik: zum Gebrauche akademischer Vorlesungen. Bamberg: Goebhardt 1816
- De indole rationis quantitatum compositae indeque manante adaequata exponentis notione: Commentatio academica eaque philosophico-mathematica. Wirceburgi: Nitribitt 1820
- Grundriss der Anthropologie in psychischer Hinsicht, und innerhalb der Grenze dessen, was der Philosophie zur Grundlage dient. Mit einer Vorrede über den Zweck, Umfang und Gang des Akademischen Studiums überhaupt. Zum Gebrauche seiner Zuhörer. Würzburg, Bonitas 1821
- Das Majestätsrecht: eine akademische philosophisch-staatsrechtliche Abhandlung zur Feyer der allerhöchsten Anwesenheit Sr. Majestät des Königs von Baiern Maximilian Joseph's in der Königlichen Universitäts-Stadt Würzburg im May-Monathe des Jahres 1823. Würzburg 1823
- Über das Verhältnis der königlich-baierischen Gesetze für die Studierenden zu der akademischen Bestimmung derselben Eine akademische Rede zur Feyer des glorreichsten 25jährigen Regierungs-Jubiläums Sr. Majestät des Königs von Baiern Maiximilian Joseph's. Würzburg, Becker 1824
- Grundriß der practischen Philosophie. Würzburg: Bonitas 1827
- Über den Begriff der Naturphilosophie; oder die Fragen Was hat die Philosophie zu leisten, um in Wahrheit sich Naturphilosophie nennen zu können? verbunden mit der Frage: Welchen Werth hat die Naturphilosophie sowohl überhaupt als insbesondere für die Medicin. Würzburg 1829